# Around US娛樂
Around US娛樂（韓語：어라운드어스엔터테인먼트） 是由韓國男子團體BEAST（現HIGHLIGHT）在2016年離開Cube娛樂後創立的經紀娛樂公司。

## 概要
組合BEAST在脫離Cube娛樂後創立Around US娛樂，公司名稱為「Around US」寓意為「渴望更頻繁、更接近接觸人群」，並以「創造任何人都能在任何地方享受的音樂」作為公司核心信念。

## 歷史

### 2016年
- 12月9日於首爾市江南區清潭洞正式創辦「Around US娛樂」。
- 12月16日正式對外發佈成立消息，目前該公司旗下投資者為尹斗俊、梁耀燮、李起光、孫東雲等其他投資者總共七人，其中HIGHLIGHT（前BEAST）成員平均投資 500 萬韓元，而成為該公司最大股東[4]，並任命金元燮（김원섭）為代表董事[a]，任命洪在現（홍재현）及金尚熙 （김상희）為內部董事。[1]
- 12月21日，Arion Technology宣稱為了加強娛樂事業計劃，分別針對Dreamt娛樂（朝鲜语：드림티엔터테인먼트）、YMC娛樂、Line娛樂、Around US娛樂等共四家娛樂公司進行投資，其中對Around US娛樂總共收購1500股票，相當於投入20億韓元，同時也佔該公司整體30%的總資本額，是目前最大投資者。而業界人士認為，「即使Around US娛樂目前為了BEAST名稱商標正在與前公司Cube娛樂進行協商的情況下，但仍然有十足的價值以及潛力存在，因此才會有大舉投入的資金」。[1]

### 2017年
- 3月20日，原BEAST更名HIGHLIGHT在韓國正式出道。
- 3月28日，HIGHLIGHT出道第8天初一位，出道曲《不要愁眉苦臉》橫掃音樂節目，共計獲得8個一位。
- 6月2-4日，HIGHLIGHT在首爾蠶室室內體育場舉辦首次單獨演唱會。

### 2018年
- 9月17日在官方網站設立audition頁面（页面存档备份，存于）並開通audition推特，正式開始招募練習生。
- 11月7日官方推特設立。（页面存档备份，存于），官方IG設立。（页面存档备份，存于）

### 2019年
- HIGHLIGHT全員陸續入伍服役。
- 練習生禹濟元、鄭在訓、崔時赫參加PRODUCE X 101。
- 9月1日起，新設label：With US(위드어스) audition，專門負責練習生相關事項，此名稱由梁耀燮命名。

### 2021年
- 2021年11月15日，Around US宣布與龍俊亨結束專屬合約。

### 2023年
- 2023年5月15日，旗下子公司With US娛樂推出首組男子團體The Wind。

### 2025年
- 2025年6月11日，Apink四名成員朴初瓏、尹普美、金南珠、吳夏榮，與旗下子公司With US娛樂簽約。

- 2025年7月25日，MAMAMOO成員丁輝人，與旗下子公司With US娛樂簽訂專屬合約。

## 相關人員

### 創辦人
- 尹斗俊，윤두준
- 梁耀燮，양요섭
- 李起光，이기광
- 孫東雲，손동운

### 理事組長
- 金元燮，김원섭，代表董事
- 洪在現，홍재현，內部董事
- 金尚熙，김상희，內部董事

### 經紀人
- 文燦九，문찬구
- 진익현
- 신종원

## 所屬藝人

### 組合
| 出道日期                                           | 組合名稱  | 性別 | 成員                                                | 隊長   | 官方粉絲名    | 官方應援色 | 備註                      |
| 2009年10月16日（BEAST） 2017年3月20日（Highlight） | Highlight | 男   | 斗俊、耀燮、起光、東雲                              | 斗俊   | LIGHT(라이트) | 深灰色     |                           |
| 2023年5月15日                                      | The Wind  | 男   | 金俙洙、Thanatorn、崔翰彬、朴遐柳燦、安燦元、張玹準 | 金俙洙 | WHIZ(위즈)    | 尚未公布   | 子公司With US娛樂旗下藝人 |
| 2011年4月19日（Apink）                             | Apink     | 女   | 初瓏、普美 、恩地、南珠、夏榮                       | 初瓏   | Panda(판다)   | 草莓牛奶色 | 子公司With US娛樂旗下藝人 |

### 個人歌手
- 梁耀燮
- 李起光
- 孫東雲
- 尹斗俊
- 朴初瓏
- 尹普美
- 金南珠
- 吳夏榮
- 丁輝人

## 離開藝人

### 歌手
- 龍俊亨

### 練習生
- 崔時赫（2018-2019）（PRODUCE X 101）
- 禹濟元（2018-2019）（PRODUCE X 101）（2022年以NINE.i隊長出道[6]）
- 鄭在訓（2018-2019）（PRODUCE X 101）

## 腳註
1. ↑  曾擔任JYP Pictures本部長，負責藝人相關面試等相關業務工作 ，在未有目前該公司時，曾在2016年11月24日創立類似Around US娛樂名稱的經紀公司。[5]

## 引用來源
1. 1 2 3  . thebell. 2016-12-26  [2017-09-03]. （原始内容存档于2017-09-03） （韩语）.
2. ↑  . saramin.   [2017-09-03]. （原始内容存档于2017-09-03） （韩语）.
3. ↑  . Allkpop.   [2016-12-28]. （原始内容存档于2016-12-20） （英语）.
4. ↑  . Soompi.   [2016-12-28]. （原始内容存档于2016-12-23） （英语）.
5. ↑  . 부산경상대학교.   [2017-01-28]. （原始内容存档于2017-02-02） （韩语）.
6. ↑  . Kpop Profiles. 2022-01-10  [2022-03-13]. （原始内容存档于2022-03-29） （美国英语）.

## 外部連結
- 官方网站
- Around US娛樂的Instagram帳戶
- Around US娛樂的X（前Twitter）